# Niko Mindegía
Niko Mindegía Elizaga (ur. 19 lipca 1988 w Santesteban) – hiszpański piłkarz ręczny, środkowy rozgrywający, od 2019 zawodnik Wisły Płock.
Reprezentant Hiszpanii, srebrny medalista mistrzostw Europy w Polsce (2016). Zwycięzca Pucharu EHF w barwach Picku Szeged (2013/2014).

## Kariera klubowa
Do 25. roku życia występował w klubach hiszpańskich: SDC San Antonio (2005–2006 i 2008–2012), Helvetia Anaitasuna (2006–2008; wypożyczenie) i Naturhouse La Rioja (2012–2013). W barwach tego ostatniego rozegrał w sezonie 2012/2013 w lidze ASOBAL 29 meczów i rzucił 118 bramek.
W latach 2013–2016 był graczem Picku Szeged, w którego barwach rozegrał w węgierskiej ekstraklasie 72 mecze i zdobył 169 goli. W sezonie 2013/2014, w którym wystąpił w 12 spotkaniach i rzucił 30 bramek, zwyciężył ze swoim zespołem w Pucharze EHF. Ponadto w sezonach 2014/2015 i 2015/2016 rozegrał w Lidze Mistrzów 25 meczów i zdobył 48 goli. W 2016 trafił do KIF Kolding, w którego barwach rozegrał w sezonie 2016/2017 w duńskiej ekstraklasie 30 spotkań i rzucił 87 bramek, a dodatkowo wystąpił w dziewięciu meczach Pucharu EHF, w których zdobył 18 goli.
W 2017 został zawodnikiem francuskiego Chambéry Savoie. W sezonie 2017/2018 rozegrał w LNH 25 meczów i zdobył 50 goli, a w Pucharze EHF wystąpił dziewięć razy, rzucając 15 bramek. W sezonie 2018/2019 rozegrał we francuskiej ekstraklasie 26 spotkań i zdobył 47 goli.
W lipcu 2019 przeszedł do Wisły Płock, z którą podpisał dwuletni kontrakt.

## Kariera reprezentacyjna
W 2006 uczestniczył w mistrzostwach Europy U-18 w Estonii, w których rozegrał siedem meczów i zdobył 14 goli. W 2007 wziął udział w mistrzostwach świata U-19 w Bahrajnie, podczas których wystąpił w sześciu spotkaniach i rzucił 27 bramek. W 2008 uczestniczył w mistrzostwach Europy U-20 w Rumunii, w których rozegrał siedem meczów i zdobył 25 goli. W 2009 był najlepszym strzelcem reprezentacji Hiszpanii U-21 podczas mistrzostw świata U-21 w Egipcie – rzucił 51 bramek.
W reprezentacji Hiszpanii zadebiutował 28 grudnia 2010 w wygranym meczu z Portugalią (30:29), w którym rzucił jedną bramkę. W 2016 wywalczył srebrny medal mistrzostw Europy – w turnieju, który odbył się w Polsce, wystąpił w pięciu spotkaniach i zdobył jednego gola (w grupowym meczu ze Szwecją).

## Sukcesy
Pick Szeged
- Puchar EHF: 2013/2014

Reprezentacja Hiszpanii
- 2. miejsce w mistrzostwach Europy: 2016

## Statystyki
| Klub                            | Sezon     | Liga | Liga | Liga | EHF           | EHF | EHF | EHF | Razem | Razem | Razem |
| Klub                            | Sezon     | M    | B    | Śr.  | EHF           | M   | B   | Śr. | M     | B     | Śr.   |
| ------------------------------- | --------- | ---- | ---- | ---- | ------------- | --- | --- | --- | ----- | ----- | ----- |
| Naturhouse La Rioja             | 2012/2013 | 29   | 118  | 4,1  | Puchar EHF    | 8   | 19  | 2,4 | 37    | 137   | 3,7   |
|                                 |           |      |      |      |               |     |     |     |       |       |       |
| Pick Szeged                     | 2013/2014 | 28   | 69   | 2,5  | Puchar EHF    | 12  | 30  | 2,5 | 40    | 99    | 2,5   |
| Pick Szeged                     | 2014/2015 | 13   | 27   | 2,1  | Liga Mistrzów | 9   | 23  | 2,6 | 22    | 50    | 2,3   |
| Pick Szeged                     | 2015/2016 | 31   | 73   | 2,4  | Liga Mistrzów | 16  | 25  | 1,6 | 47    | 98    | 2,1   |
| Razem                           | Razem     | 72   | 169  | 2,3  | –             | 37  | 78  | 2,1 | 109   | 247   | 2,3   |
| KIF Kolding                     | 2016/2017 | 30   | 87   | 2,9  | Puchar EHF    | 9   | 18  | 2   | 39    | 105   | 2,7   |
|                                 |           |      |      |      |               |     |     |     |       |       |       |
| Chambéry Savoie                 | 2017/2018 | 25   | 50   | 2    | Puchar EHF    | 9   | 15  | 1,7 | 34    | 65    | 1,9   |
| Chambéry Savoie                 | 2018/2019 | 26   | 47   | 1,8  | –             | –   | –   | –   | 26    | 47    | 1,8   |
| Razem                           | Razem     | 51   | 97   | 1,9  | Puchar EHF    | 9   | 15  | 1,7 | 60    | 112   | 1,9   |
| Stan na koniec sezonu 2018/2019 |           |      |      |      |               |     |     |     |       |       |       |